# Зарічне (Журавненська селищна громада)
Зарі́чне — село в Україні, у Стрийському районі Львівської області.
Населення становить 740 осіб. Орган місцевого самоврядування — Журавненська селищна рада.

## Географія
Село розташоване за річкою Свіча. Неподалік від села розташований Дубрівський заказник.

## Перша поява на карті
Вперше на карті наше село з'явилось у виданні «Адміністративні карти землі Галичини і Лодомирії», що вийшло у 1853 році. Але відомостей про життя і устрій майже не було, як не було цього і у «Словнику географічному Королівства Польського та інших земель слов'янських», що вийшов наприкінці XIX ст у Варшаві. Тут лише вказується, що є село Ляховичі Зарічні (або, як раніше воно називалось, Ляховичі Підгірні) має воно греко-католицьку церкву, школу неорганізованого типу та касу позичкову у 701 золотий ринський австрійської валюти.

## Історія
Найдавніша письмова згадка про Зарічне відноситься до 1515 року.
Перша ж кадастрова карта для села була створена в 1848 році, а остання — 1907 року. Для Ляхович Зарічних їх було створено 7. Тепер ці карти зберігаються в архіві у Львові як особливо цінні.
Але історія села набагато древніша, збереглись перекази про неї, які передавались із покоління в покоління. На село, що розташовувалось поблизу річки і налічувало 50 дворів з боку Подорожного насувалось татарське військо, але якраз були дощі і річка розлилась й татари не змогли через неї переправитись. Але радість була недовга; через місяць вороже військо напало на село знищивши його. Люди, що встигли заховатись у лісі згодом заснували нове поселення на Петровій горі, яка і донині носить таку назву. Спочатку звели церкву, а кругом неї люди будували свої хати. Та життя на горі було важке, далеко було ходити по воду. Згодом, після чергової повені ріка пішла новим руслом залишивши великий шмат родючої землі і більше вже не поверталась. Тоді люди спустились згори і заснували нове село, що називалось Ляховичі Підгірні, пізніше назву змінили на Ляховичі Зарічні, яка проіснувала до 1946 року.
За часів панування польських панів на наших землях село належало пану Володимиру Дідушинському. 1881 року село було віддане в оренду Помяновському Олександру. З 1889 р. маєтності перейшли до доктора Івана Хомицького, з 1902 року до пана Антонія Волковицького. Таким чином протягом століття нашим селом правив рід Дідушинських. Спочатку село належало їм за кріпосним правом, а після скасування кріпосного права тут були маєтки на яких жорстоко експлуатували наших предків. У першій світовій війні з села загинули 88 чоловіків, 22 стали інвалідами, залишилося 130 дітей-сиріт.
1939 року в село прийшла радянська влада, а 1940 року 27 січня утворено сільську раду, головою став Олексин Петро. В цьому ж році був організований колгосп — голова Хром'як Данило.
З 1941 по 1945 роки жителі села взяли участь у ІІ світовій війні. Багато односельчан загинули, повернулись поранені.
В селі є пам'ятник воїнам, що загинули у війні. Є також пам'ятник воїну Пігулю, що загинув у битві за наше село, але тіло солдата поховане у братській могилі в Журавному. В той час наші земляки також брали участь у національно-визвольних змаганнях, за що радянська влада карала їх, вивозила цілими сім'ями в Сибір.
Восени 1991 року в селі на честь здобуття Україною незалежності насипано символічну могилу борцям за волю українського народу.

## Релігія
У 1903 році в с. Зарічне згоріла дерев'яна церква, яка була застрахована і громада, отримавши страхівку в сумі 2000 гульденів, почала будувати новий храм. Парафія в той час налічувала більше тисячі прихожан. Щоб побудувати храм люди продавали навіть землю. І в 1908 році, на свято ВОЗНЕСІННЯ ГОСПОДНЬОГО, церкву посвятили. На жаль, відомості про архітектора не збереглися. Іконостас збудований у стилі бароко, позолочений і розписаний у 50-их роках ХХ ст., у цей час же час була перемальована і вся церква. У 1985 році проведений зовнішній ремонт церкви, в 1990 році капітальний ремонт верхнього купола, 1996 р. на пожертви громади зроблені і посвячені нові престоли (на свято Введення), 2007 року перекрита церква і проведений зовнішній ремонт.
В жовтні 1907 року в церкві править о. Тома Березовський, допомагав йому о. Микола Бобиляк, з 1923 по 1939 служив о. Євген Герасимович, що похований на місцевому цвинтарі. В 60-і роки (до грудня 1969 року) в цій церкві ревно служив колишній Січовий стрілець, висвячений в священники Митрополитом Андреєм Шептицьким о.Теодор Олексіїв, який похований разом з дружиною на цвинтарі біля церкви.  До 1976 року правив о. Сергій Кезко. З 1976 по 1983 служив о. Іван Шимкевич. З 1983 року і по цей час служить о. Богдан Черепанич. Храм належить греко-католицькій громаді.
19 грудня 2005 року було освячено фігуру Божої Матері споруджену на кошти громади. Є в селі ще фігура Матері Божої, яка споруджена родиною Коваля Федора і родиною Данилюка Василя.

## Школа
Школу тривіального (народного) типу в Ляховичах Зарічних було відкрито 1846 року і вона довший час була єдиною на цілу округу. Першим учителем був Дідощак Ісидор, який навчав 45 хлопчиків і 5 дівчаток та за свою працю отримував 101 флорин 85 крейцерів.
В 1863 році в однокласній школі був учителем Теодор Гошовський, син місцевого священика. Саме в цей час держава вчила селян грамоти і надавала в села кваліфікованих вчителів замість дяків.
В селах початкова освіта стала обов'язковою для всіх.
1871 року в селі працював учителем Ян Дриганич, якого 1874 року змінив Амброзій Петрина, 1879 року коли школа мала статус неорганізованої — у ній вчителював Павло Войтович.
1884 р. вчителював Томаш Адамский, в 1885 р. його змінив Михайло Онишків, 1886 р. — Павло Пик. 1892 року школа в Ляховичах Зарічних стала етатною школою, у ній розпочав свою довголітню вчительську кар'єру Константин Пиндзинь.
12 серпня 1904 року Крайова шкільна рада винесла рішення про реорганізацію однокласної школи в двокласну. Це означало, що штат мав складатись з одного постійного вчителя і директора. Константин Пиндзинь став директором, а вчителем — Броніслав Ящевський. В 1913 року їх змінило подружжя Юліан і Емілія Покорні. Мова викладання польська, українською дозволили читати закон Божий. В 1926 році директором був українець Іван Болехівський з ним працювала Францішка Ціммер, полячка. В цей час у школі навчалось 245 дітей, 21 з яких були поляки.

## Сьогодення
Нині в селі працює бібліотека, що є центром дозвілля молоді і дітей. Працює також Народний Дім, де постійно проводяться свята і творчі виступи до всіх державних та релігійних свят.

## Політика

### Парламентські вибори, 2019
На позачергових парламентських виборах 2019 року у селі функціонувала окрема виборча дільниця № 460410, розташована у приміщенні народного дому.
Результати
- зареєстровано 410 виборців, явка 51,95%, найбільше голосів віддано за «Слугу народу» — 27,23%, за Радикальну партію Олега Ляшка — 16,43%, за «Європейську Солідарність» — 13,15%.[2] В одномандатному окрузі найбільше голосів отримав Андрій Кіт (самовисування) — 37,09%, за Андрія Гергерта (Всеукраїнське об'єднання «Свобода») — 17,84%, за Володимира Наконечного (Слуга народу) — 15,02%[3].